# Artūrs Ševčenko
Artūrs Ševčenko (ur. 24 kwietnia 1994 w Dyneburgu) – łotewski hokeista, reprezentant Łotwy.
Jego brat Ēriks (ur. 1991) także został hokeistą.

## Kariera
- Daugavpils Ledus Skola U18 (2009-2011)
- DHK Latgale (2010/2011)
- HK Rīga (2011-2015)
- HK Juniors Riga (2011-2013)
- Dinamo-Juniors Ryga (2013/2014)
- Idaho Jr. Steelheads (2015)
- Chimik-SKA Nowopołock (2015-2016)
- HK Nioman Grodno (2016)
- Scorpions de Mulhouse (2016-2020)
- Gothiques d'Amiens (2020-2021)
- JKH GKS Jastrzębie (2021-2022)
- EV Lindau (2022-)

Występował w rozgrywkach rodzimej łotewskiej ekstraligi, a ponadto w rosyjskich rozgrywkach MHL, w ekstralidze białoruskiej. Pod koneic sezonu 2014/2015 grał w amerykańskiej lidze Western States Hockey League (WSHL). W grudniu 2016 został zawodnikiem drużyny z Mulhouse we francuskich rozgrywkach Ligue Magnus. Rozegrał tam cztery sezony, po czym latem 2020 przeszedł do innego francuskiego zespołu z Amiens. W lipcu 2021 został ogłoszony zawodnikiem drużyny JKH GKS Jastrzębie w Polskiej Hokej Lidze (tam od 2020 grał już jego brat Ēriks). W sierpniu 2022 został zakontraktowany w niemieckim klubie EV Lindau.
Uczestniczył w turniejach mistrzostw świata juniorów do lat 18 edycji 2012 (Elita), mistrzostw świata juniorów do lat 20 edycji 2013 (Elita), 2014 (Dywizja IA)

## Sukcesy
Klubowe
- Złoty medal WSHL: 2015 z Idaho Jr. Steelheads
- Złoty medal Division 1: 2017 z Scorpions Mulhouse
- Puchar Białorusi: 2016/2017 z HK Nioman Grodno
- Superpuchar Polski: 2021 z JKH GKS Jastrzębie
- Brązowy medal mistrzostw Polski: 2022 z JKH GKS Jastrzębie

Indywidualne
- Mistrzostwa Świata Juniorów w Hokeju na Lodzie 2014: najlepszy zawodnik reprezentacji w turnieju[6]